# Arif İsayev
Arif İsayev (ur. 28 lipca 1985 w Baku) – azerski piłkarz grający na pozycji pomocnika, reprezentant Azerbejdżanu. Od 2010 roku jest zawodnikiem azerskiego klubu FK Qəbələ. W reprezentacji Azerbejdżanu zadebiutował w 2011 roku. rozegrał w niej 11 meczów.